# Liturgik
Liturgik är studiet av liturgins historia, struktur, innehåll och gestaltande, samt ett ämnesområde inom teologi och religionsvetenskap. 
Liturgikstudier internt inom trossamfund kan omfatta hur man i gudstjänsten skall gestalta dagens bibeltexter, hur man ska få fram det kristna budskapet, om Jesus exempelvis. Inte bara som Guds son utan som människa. Det vetenskapliga liturgikstudiet vid konfessionellt obundna lärosäten har traditionellt främst sysselsatt sig med historiska, redaktionskritiska och strukturanalytiska frågeställningar, men under de senaste 20-30 åren har inflytanden från antropologins ritual studies börjat göra sig gällande. 